# Kowala (powiat pińczowski)
Kowala – wieś w Polsce, położona w województwie świętokrzyskim, w powiecie pińczowskim, w gminie Pińczów. Leży nad rzeką Nidą.
W latach 1975–1998 miejscowość należała administracyjnie do województwa kieleckiego.
Przez wieś przebiega kajakowy szlak wodny Nidy „Motkowice-Pińczów-Wiślica”.
We wsi działa lokalne koło gospodyń wiejskich i ochotnicza straż pożarna.

## Części wsi
| SIMC    | Nazwa     | Rodzaj    |
| ------- | --------- | --------- |
| 0262964 | Kowalówka | część wsi |
| 0262970 | Piekło    | część wsi |

## Parafia
W początkach XIV w. Kowala należała do parafii Najświętszej Maryi Panny we wsi Wierciczów (obecnie nieistniejąca). Obecnie wierni kościoła rzymskokatolickiego należą do parafii pw. Miłosierdzia Bożego w Pińczowie.
- 28 kwietnia 1991 r. parafia została erygowana przez bp Stanisława Szymeckiego, wydzielono ją z parafii św. Jana Apostoła i Ewangelisty w Pińczowie. Funkcję kościoła parafialnego pełni nowo wzniesiona kaplica.
- W 1997 r. rozpoczęto budowę kościoła.

## Ciekawostki
W 2008 roku 20-letnia Ewelina Przyłucka została wybrana przez mieszkańców na sołtysa. W ten sposób została najmłodszą panią sołtys w Polsce.